# 绣春刀2：修罗战场
《绣春刀II：修罗战场》是2017年的中国武侠片，2014年《绣春刀》的前传，由路阳指导、宁浩编剧、张震、杨幂、张译及雷佳音等主演。本片发生在明朝末年国势衰微，以魏忠贤为首的阉党控制朝政，信王朱由检联合暗中的反魏势力与阉党斗争下，锦衣卫百戶 沈炼因救助女画师北斋（妙玄）而卷入这场残酷的政治斗争，多次想要脱身却又愈陷愈深，在这场斗争中亦让沈炼更加希望能换一种生存方式，渴望自由的生活，最终在即位后的朱由检的宽容下得以幸存。
在前作于2014年8月上映两个月后路阳开始筹划续作的剧本，其雏形成形于路阳创作的四个故事中的一个。在剧本完成前制作团队用了三个月的时间写成提纲。在2016年3月制作团队对外发布将开始拍摄续作的消息，原计划在2017年8月上映，最终《绣春刀II：修罗战场》在2017年7月19日在中国大陆正式上映。

## 劇情簡介
明萬曆47年（1619年）萨尔浒之战，明朝動員八萬三千餘人，另有朝鮮、海西女真葉赫娜拉部一萬餘人，分三路進軍，中伏後明軍慘敗；從死屍堆中爬出來的沈煉，殺了三名正在處決三名明軍俘虜的後金韃子，救下明軍中路軍左翼山海關總兵杜松（陝西省延安衛人）麾下守備陸文昭。

八年後，明天啟七年（1627年），已轉任錦衣衛多年的沈煉，正在北京城明時坊金陵樓，調查內官監掌印太監郭真被殺案……

## 角色及演員
| 角色            | 演員   | 备注 |
| --------------- | ------ | --- |
| 沈煉            | 張震   | 錦衣衛北鎮撫司百戶（正六品）。因為喜歡北齋的畫，而買了她的畫，因一次大雨，遇到給他拿傘遮雨的北齋，跟北齋第二次相遇是因為跟凌雲鎧被派去殺了北齋，發現就是上次幫他撐傘的女孩，因為凌雲鎧殺掉北齋之前想要先強暴她，為了救北齋，被凌雲鎧認為跟北齋是同夥的，怕凌雲鎧告狀，打鬥間誤殺了凌雲鎧，北齋到他家後得知她跟丁白纓是一夥的，为了逼她说出她背后的利益集团，将她沉入了湖底，但还是没忍心让她死去，又把她從湖底救了出来，從心軟的那一刻就已經愛上了北齋了，最後在吊橋上北齋告訴他自己的真名叫做妙玄，被抓回紫禁城後，信王登基為皇帝後就赦免了他，並讓他繼續擔任錦衣衛，但被降職為北鎮撫司總旗（正七品）。 |
| 陸文昭          | 張譯   | 錦衣衛北鎮撫司千戶（正五品）。喜歡丁白纓。於最終之戰時被信王的軍隊胡亂砍死。 |
| 魏忠賢          | 金士杰 | 內宮秉筆太監，東廠提督，閹黨黨魁。 |
| 劉妙玄 （北齋） | 楊冪   | 畫師。揚州知府 劉鐸之女，因畫的圖被說有諷刺朝廷，被派來殺她的沈煉與凌雲鎧而得知她是北齋，凌雲鎧本想一刀殺了她，因被她的美貌吸引，而起了色心，被凌雲鎧拉到床上強暴，後被沈煉阻止而獲救，喜歡朱由檢（信王），相信著信王是真心愛她，並不相信沈煉說自己已經成為朱由检谋反的漏洞和破绽，直到追兵追到了吊橋上，她才恍然大悟，在吊橋上告訴沈煉自己的真名叫做妙玄，最後發現自己愛上沈煉，後來到杭州隱居畫圖，畫了沈煉並思念他。 |
| 丁白纓          | 辛芷蕾 | 俠女，倭刀術戚家刀法傳人。喜歡陸文昭。於最終之戰時被信王的軍隊胡亂砍死。 |
| 丁翀            | 李媛   | 俠女，手執一盾一刀，丁白纓的徒弟。 |
| 丁泰            | 吴晓亮 | 俠客，手執狼牙棒，沈煉在與他打鬥時發覺他其實是原明邊軍，後來準備用狼牙棒打死裴綸時遭射兩枚毒暗箭反擊因而中毒身亡。 |
| 裴綸            | 雷佳音 | 錦衣衛南鎮撫司百戶（正六品），原為錦衣衛北鎮撫司，後因查都察院都御史的黑帳而被貶至南鎮撫司，是隻笑面虎，在辦案時通常都是笑著辦事，但只要一有不對就會下重手，因此被人所忌憚，也因而只有殷澄這一個朋友。喜歡抽煙與吃東西，但吃相十分難看。在遭陸文昭等人刺殺時成功逃離並被沈煉與劉妙玄救起。於最終之戰時被信王的軍隊胡亂砍死。 |
| 凌雲鎧          | 武强   | 錦衣衛北鎮撫司總旗（正七品），魏公公的外甥，沈煉的死對頭，與沈煉被皇帝派去抓被判為逆黨的北齋，竟發現北齋是個漂亮女人，本想殺了北齋，但因北齋的美貌而猶豫並起了色心，想先強暴北齋這個弱女子後再殺了她，後被沈煉阻止，沈煉因看不下去自己喜歡的北齋被玷汙在與他打鬥時遭誤殺。 |
| 朱由檢          | 劉端端 | 信王，也就是後來的崇禎帝，北齋的愛戀對象，喜歡北齋，之前北齋被滅門後當了瘦馬而投湖自盡，當時不忍心因而救了北齋並承諾他會剷除魏忠賢他們，但其間為了皇位跟權力利用北齋對他的信任，後來認為北齋透漏她的謀反而派兵想殺了北齋。 |
| 殷澄            | 楊軼   | 錦衣衛北鎮撫司小旗（從七品），因酒酣耳熱之際口出欺君犯上之言，被錦衣衛北鎮撫司總旗-凌雲鎧就地捉拿要打入詔獄，因不願入詔獄而在沈煉面前自刎。 |
| 鄭掌班          | 峰超   | 東輯事廠（東廠）的掌班公公。 |
| 淨海            | 袁文康 | 永安寺住持，被裴綸在來訪用齋餐時試探審訊關於北齋畫作贈與何人之事而後被押入詔獄。 |
| 朱由校          | 王仁君 | 明熹宗。 |
| 許顯純          | 洪濤   | 錦衣衛北鎮撫司駙馬都尉，許從誠之孫。 |
| 田爾耕          | 赫     | 左都督。前兵部尚書 田樂之子。 萬曆27年，因其父軍功蔭庇世襲錦衣衛正千戶（正五品）。 |
| 郭真            | 亭作   | 內官監掌印太監，寶船建造機要的審核主印。 |
| 江小牙          | 曉冲   | |
| 徐應元          | 一龍   | |
| 定安            | 齊威   | 錦衣衛北鎮撫司小旗。 |
| 少年沈煉        | 世群   | |
| 沈煉父親        | 偉華   | |
| 醫官            | 鄧寧   | |
| 陳大人          | 李昊臻 | |
| 校尉            | 袁布   | |
| 校尉            | 鄭晨瀟 | |
| 後金兵          | 喬亞倫 | |
| 後金兵          | 王亮   | |
| 後金兵          | 李勝利 | |
| 南京百戶        | 聶成兵 | |
| 千戶            | 董春光 | |
| 明軍將軍        | 徐占偉 | |
| 小伙計          | 孫翰文 | |
| 伙頭和尚        | 王維申 | |
| 中年婦女        | 劉雅麗 | |
| 船夫            | 趙異卓 | |
| 張震 文替       | 庄翰   | |
| 楊冪 文替       | 郏莉莉 | |
| 張譯 文替       | 李祥   | |
| 丁修            | 周一圍 | |

## 制作

### 构思
在完成前作的剧本后，路阳和制作团队认为可以依靠丰富的人物设定进行展开，同时又不想拘泥于前作。兼制宁浩为此提出了“不破不立”的思路，于是制作团队重新设定了舞台，并对前作的人物进行重新描写。路阳表示《绣春刀II：修罗战场》虽然打破了与前作的种种联系，但仍与前作保持着不明显的关联，与平行世界有点相像。在前作中已建立起锦衣卫的世界，于是在这次续作中路阳想给观众展现锦衣卫恐怖威严感又自身难保的形象。
在故事的编排上，创作人宁浩此次担任了兼制，他认为需要探讨整个故事的气质与主题。在宁浩的高标准下，路阳便构思出了其中有两个完整的剧本的四个不同故事。最终宁浩肯定了四个故事中一个仅有开头的故事：喜欢收藏画的锦衣卫偶遇了画的主人，但锦衣卫并不知道这个人就是画主。路阳称“两个人在这样的一个情况下相遇，我觉得这样的人物关系会非常有趣，很有可能性。”同样是在宁浩“把（在《绣春刀》中除掉魏忠贤的）逻辑线解放出来”的建议下，制作团队将故事的节点选择在1627年明熹宗乘船落水一事，并将这一时期的历史结合想象组合而成。在情节上，路阳强调剧中的人物只是江湖人士而非武林高手，他们最为希望的是能活过今天，而不是装帅杀人。

### 拍摄制作
影片最开始于2016年4月在山东台儿庄古城进行了为期半个月左右时间的拍摄，后转入横店影视城，路阳认为台儿庄古城的历史风貌与影片契合，一共进行了86天的拍摄。在取景上制作组共用了三个多月的时间，取景地点包括了浙江安吉县天下银坑风景区的竹林和永康市的方岩风景名胜区。其中在安吉竹林里安排的戏份带有路阳对经典武侠电影的致敬，以及想让竹林营造出写意、凶险和凛冽氛围的浓厚兴趣。在拍摄上为了避免现场失误，路阳与摄影指导和动作导演用了50天作了一套236页的分镜头脚本，美术部门也相应设计出场景的平面图、制景图。电影也延续了导演拍摄的风格，有70%的镜头由路阳手持摄影组成。
《绣春刀2》的电影配乐由川井宪次作曲，这位作曲家与押井守有过多次合作。路阳表示在2015年创作剧本卡壳时他偶然听到了川井宪次的乐器，并让他产生了创作的灵感。为此，路阳专程拜访了川井宪次，最终达成合作。

## 原声音乐
| 曲序 | 曲目                         |           | 作曲     | 演唱 |
| ---- | ---------------------------- | --------- | -------- | ---- |
| 1.   | 《浓情淡如你》（宣传主题曲） | 刘畅/谭旋 | 川井宪次 | 周深 |

## 反响

### 票房
《绣春刀II：修罗战场》在首日取得31.6%的市场排片，获得3364万元的票房，在上映第三天超过前作票房，并连续四天位列当日单片票房冠军，在中国大陆取得较好口碑。最终累计票房2.65亿元。但也不少报道显示以及电影分析认为虽然电影具备口碑，但票房走势不佳，增长缺乏较大动力。

### 评价
整体上《绣春刀II：修罗战场》延续了前作的风格，被认为体现了导演路阳对传统武侠电影突破的尝试。《潇湘晨报》的周诗浩称《绣春刀II：修罗战场》不再重现“武侠片中的飞天遁地”和“义薄云天的大侠”，而“走进小人物如蝼蚁般命运，是武侠片该有的样子”。《文汇报》的杨俊蕾则直接点出《绣春刀II：修罗战场》与“类型化武侠片分道扬镳”，并且还能为国产的古装动作影片“拓宽了艺术表现的思路”。

## 獲獎與提名

### 電影金馬獎
| 年份 | 獲提名   | 獎項             | 結果 |
| ---- | -------- | ---------------- | ---- |
| 2017 | 雷佳音   | 最佳男配角       | 提名 |
| 2017 | 梁婷婷   | 最佳造型設計     | 提名 |
| 2017 | 桑林     | 最佳動作設計     | 獲獎 |
| 2017 | 川井憲次 | 最佳原創電影音樂 | 提名 |